# Manual para Atropelar Cachorro
Manual Para Atropelar Cachorro é um filme de drama brasileiro de 2006 dirigido e escrito por Rafael Primot. O filme conta a história de um jovem solitário fã da cultura norte-americana e mangás que trabalha em uma locadora e encontra uma maneira estranha de extravasar seus sentimentos. É estrelado por Rafael Primot e conta ainda com as atuações de Bárbara Paz, Zezé Polessa, Cynthia Falabella, Ary França e Ken Kaneko.
Jorge Zugliani, um dos criadores do Zine Royale, atuou como ilustrador em "Manual para atropelar cachorro". Ele foi responsável por ilustrar o caderno do personagem principal e criou diversos outros desenhos que são apresentados ao longo do filme. Entre suas contribuições, destaca-se uma cena em quadrinhos de atropelamento, na qual a câmera percorre as três páginas, lendo os quadros como se fosse um leitor.

## Sinopse
Um simples e prático manual para tirar o tédio sob a narração de uma mente doente, enlouquecida em uma cidade grande qualquer. Mojo (Rafael Primot), um jovem solitário fanático por filmes e pela cultura americana, tem sonhos que nunca se concretizarão. Depois de passar seus dias enfurnado num prédio, resolve extravasar seus impulsos reprimidos atropelando cachorros vira-latas.

## Elenco
| Ator/Atriz         | Personagem                |
| ------------------ | ------------------------- |
| Rafael Primot      | Mojo                      |
| Bárbara Paz        | Wanessa                   |
| Zezé Polessa       | Maça                      |
| Cynthia Falabella  | Milu                      |
| Ary França         | Gita                      |
| Nicole Cordery     | Menina na locadora        |
| Tuna Dwek          | Cliente da video locadora |
| Rubens Ewald Filho | Irate costumer            |
| Ken Kaneko         | Japonês                   |
| Henrique Stroeter  | Homem                     |

## Lançamento
O filme teve uma extensa trajetória em festivais de cinema, sendo exibido em importantes eventos tanto no Brasil quanto no exterior. No Brasil, marcou presença em festivais renomados como o Festival Internacional de Curtas de São Paulo, o Festival de Gramado, o Festival de Cinema de Vitória, a Mostra do Filme Livre, a Mostra do Audiovisual Paulista, a Mostra de Cinema de Tiradentes, o Festival Brasileiro de Cinema Universitário, o Festival do Rio e o Curta Cinema - Festival Internacional de Curtas do Rio de Janeiro.
Além disso, o filme foi selecionado para o Festival de Cinema Luso-Brasileiro de Santa Maria da Feira em Portugal e o Exground Filmfest na Alemanha. Ainda teve participação no Festival Internacional de Curtas de Belo Horizonte, consolidando sua presença em diversos eventos cinematográficos, mostrando a versatilidade e a qualidade da produção em diferentes cenários culturais e competitivos.

## Recepção

### Prêmios e indicações
| Lista de prêmios                                           | Lista de prêmios                 | Lista de prêmios               | Lista de prêmios |
| Premiação/Festival                                         | Categoria                        | Recipiente(s)                  | Resultado        |
| ---------------------------------------------------------- | -------------------------------- | ------------------------------ | ---------------- |
| Grande Prêmio do Cinema Brasileiro                         | Melhor Curta-metragem de Ficção  | Manual para Atropelar Cachorro | Venceu           |
| Festival de Cinema de Vitória                              | Melhor Ator                      | Rafael Primot                  | Venceu           |
| Festival de Cinema de Vitória                              | Melhor Atriz                     | Bárbara Paz                    | Venceu           |
| Festival de Cinema de Vitória                              | Melhor Direção                   | Rafael Primot                  | Venceu           |
| Festival de Cinema de Vitória                              | Melhor Montagem                  | Helena Maura                   | Venceu           |
| Festival de Cinema de Gramado                              | Melhor Filme (prêmio da crítica) | Manual para Atropelar Cachorro | Venceu           |
| Festival de Cinema de Gramado                              | Prêmio aquisição Canal Brasil    | Manual para Atropelar Cachorro | Venceu           |
| Festival Internacional de Curtas de São Paulo              | Os 10 Mais - Escolha do Público  | Manual para Atropelar Cachorro | Venceu           |
| Festival Internacional de Curtas de São Paulo              | Grande Prêmio U-Matic            | Manual para Atropelar Cachorro | Venceu           |
| Festival de Cinema Luso-Brasileiro de Santa Maria da Feira | Revelação                        | Rafael Primot                  | Venceu           |
| Mostra de Cinema de Londrina                               | Melhor Filme (Júri popular)      | Manual para Atropelar Cachorro | Venceu           |